# 물이끼속
물이끼속(Sphagnum)은 약 380종의 이끼류로 구성된 속으로, 일반적으로 물이끼, 습지이끼 또는 퀘이커 이끼로 알려져 있다. 단, 퀘이커 이끼는 때때로 이탄을 지칭할 때도 사용된다. 물이끼속은 살아 있는 식물뿐만 아니라 죽은 식물도 세포 내에 많은 양의 물을 저장할 수 있어, 축적된 덩어리는 물을 저장하는 능력이 뛰어나다. 종에 따라 다르지만, 건조한 상태의 무게 대비 16배에서 26배까지 물을 저장할 수 있다. 이끼의 빈 세포 구조는 건조한 조건에서도 수분을 유지하는 데 도움이 된다.
물이끼속은 자라면서 점차 더 건조한 환경으로 퍼져 나갈 수 있으며, 이 과정에서 높은 보그나 담요형 습지와 같은 더 큰 습지를 형성하기도 한다. 이러한 특성 때문에 물이끼속은 서식지의 구성을 변화시키는 역할을 하며, 일부 연구자들은 이를 ‘서식지 조절자’ 또는 ‘자가 조성 생태계 엔지니어’라고 부르기도 한다. 이탄이 축적된 지역은 이후 방울사초류, 진달래과 관목류, 난초, 식충식물 등 다양한 습지 식물들의 서식지가 된다.
물이끼속과 그로부터 형성된 이탄은 세포벽에 포함된 페놀 화합물 때문에 쉽게 분해되지 않는다. 또한, 습지 전반이 그렇듯 이탄지 역시 산소가 부족한 혐기성 토양 환경이 형성되며, 이는 산소가 필요한 미생물 작용보다 훨씬 느린 혐기성 분해 과정을 유도한다. 이탄이끼는 칼슘이나 마그네슘 같은 양이온을 흡수하고 수소 이온을 방출함으로써 주변 환경을 산성화시키는 기능도 있다.
적절한 조건이 갖추어질 경우, 이탄은 수 미터 깊이까지 축적될 수 있다. 물이끼속에 속한 종들은 침수나 산성도에 대한 내성이 서로 다르며, 하나의 이탄지 내에서도 다양한 물이끼속 종들이 공존할 수 있다.

## 기술
개별 물이끼속 식물은 중심 줄기와, 그 주변에 빽빽하게 배열된 가지 다발로 이루어져 있다. 이러한 가지 다발은 보통 옆으로 퍼진 가지 두세 개와 아래로 늘어진 가지 두세 개에서 네 개로 구성된다. 식물의 꼭대기 부분에는 어린 가지들이 밀집되어 있어, 식물 특유의 술 모양 형태를 형성한다. 줄기를 따라 다양한 형태의 잎이 흩어져 있으며, 이를 줄기잎이라고 부른다. 줄기잎의 모양은 종에 따라 다르다.
물이끼속은 독특한 세포 구조를 가지고 있다. 줄기 부분은 중과피와 피질층이라는 두 가지 주요 구조로 나뉘며, 중과피는 영양분을 생산하고 저장하는 역할을 하고, 피질층은 수분을 흡수하고 중심부를 보호하는 기능을 한다. 이끼류는 물과 영양분을 식물 전체로 운반하는 관다발 조직이 없기 때문에 조직이 얇고 대부분 한 세포층으로 이루어져 있어 확산이 용이하다. 물이끼속 식물에는 두 가지 뚜렷한 유형의 세포가 존재한다. 하나는 엽록소를 포함한 작고 초록색의 살아 있는 세포로, 엽록소세포라고 불리며 식물의 광합성을 통해 영양분을 생산한다. 다른 하나는 히알린세포 또는 병모양세포로 불리는 더 크고 통 모양의 세포로, 한쪽 끝에 있는 작은 구멍을 통해 수분을 흡수하고 저장하는 능력을 높인다. 이러한 특이한 세포 구조는 물이끼속이 자외선에 장시간 노출되는 환경에서도 수분을 유지할 수 있도록 돕는다.

### 생애주기
물이끼속은 다른 모든 육상식물과 마찬가지로 세대교번 과정을 갖고 있으며, 다른 선태류와 같이 배우체 세대가 우성이고 오래 지속된다. 그러나 일반적인 이끼류와는 달리, 물이끼속의 장수명 배우체는 수분 흡수를 위해 뿌리털에 의존하지 않는다.
물이끼속 종은 암수딴그루(자웅이주)일 수도 있고, 암수한그루(자웅동주)일 수도 있다. 북아메리카에 서식하는 물이끼속 종의 약 80%는 자웅이주 종으로 보고되어 있다.
배우체는 단편화에 의한 무성 생식을 활발하게 수행하며, 이는 이탄지 내에서 살아 있는 물질의 상당 부분을 형성하는 데 기여한다.

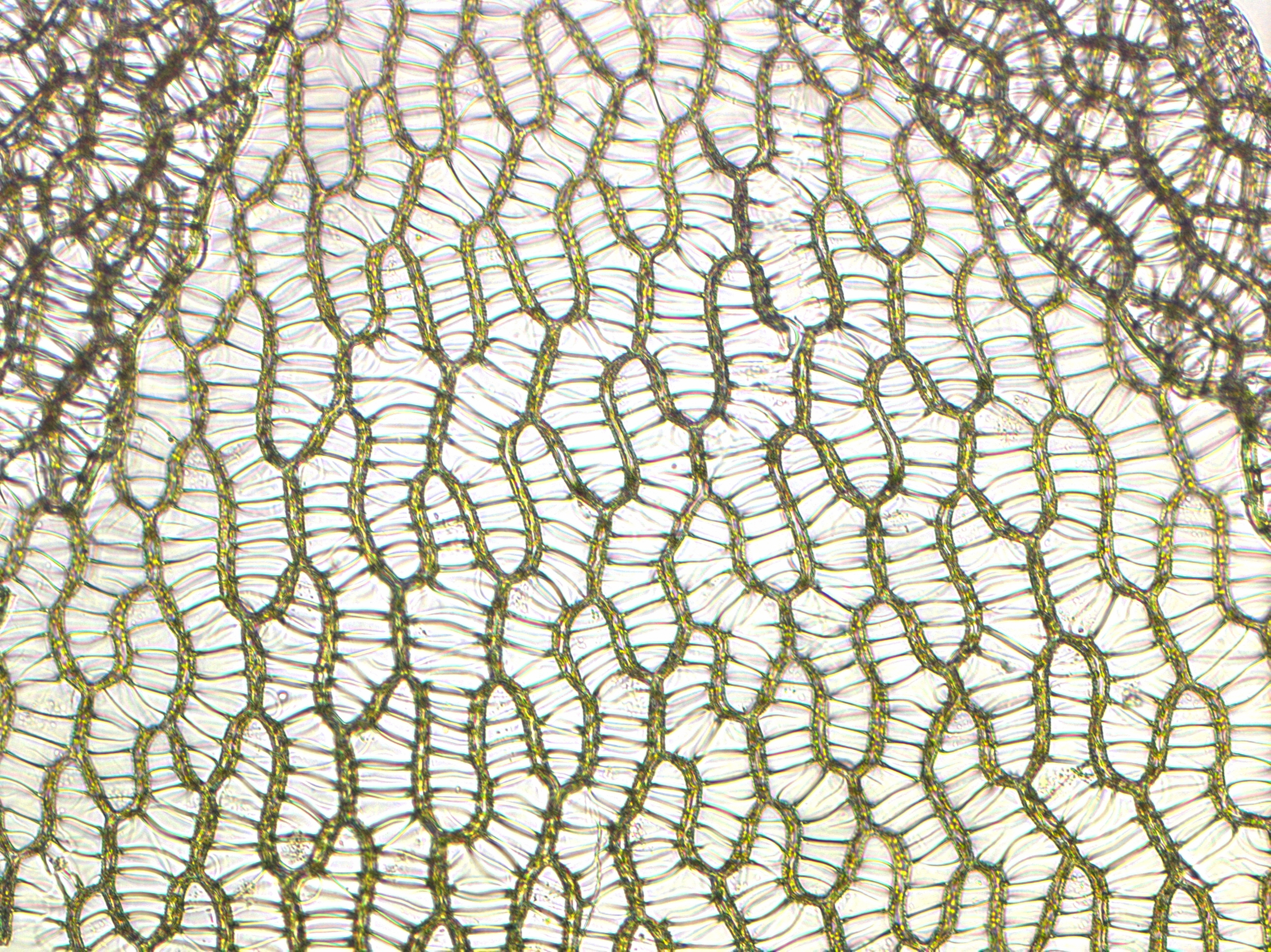
물이끼속의 세포

수영하는 정자는 암배우체에 부착되어 있는 아르케고니움 속의 난자와 만나 수정이 이루어진다. 수정 이후 형성되는 포자체는 비교적 수명이 짧으며, 대부분이 반짝이는 녹색의 구형 포자낭으로 구성되어 있다. 포자가 성숙하면 포자낭은 검은색으로 변한다. 포자체는 포자의 확산을 돕기 위해 줄기 위로 들어 올려지지만, 다른 이끼류와 달리 물이끼속의 줄기는 모체인 배우체가 생성한다. 포자체 내부에서는 감수분열을 통해 사면체 모양의 반수체 포자가 만들어지며, 이 포자들은 포자낭의 뚜껑(오페르쿨룸)이 폭발적으로 열리면서 멀리까지 퍼지게 된다. 포자는 발아하여 매우 작은 전배체를 형성하며, 이는 실 모양의 구조로 시작하여 점차 엽상체로 자라거나 소수의 뿌리털을 만들 수 있다. 이후 전배체는 싹을 틔우고, 이것이 자라면서 엽록소세포와 히알린세포를 포함한 물이끼속 특유의 직립의 잎이 달린 가지형 배우체로 발달하게 된다.
살아 있는 물이끼속이 넓게 퍼져 있는 지면은 다양한 곰팡이에 의해 공격을 받을 수 있으며, 그중 Sphagnurus paluster라는 버섯 형태의 곰팡이는 눈에 띄는 고사 부위를 형성하기도 한다. 이 곰팡이와 다른 주름버섯류가 전배체를 공격할 경우, 물이끼속은 광합성을 하지 않는 보존된 포자를 형성하게 된다. 이 보존포자는 곰팡이의 공격을 견디며 수개월 동안 생존할 수 있고, 이후 발아하여 새로운 전배체와 잎이 있는 배우체로 성장한다.

### 포자 확산
다른 많은 이끼류와 마찬가지로, 물이끼속 식물은 바람을 통해 포자를 퍼뜨린다. 포자낭의 꼭대기는 지면에서 약 1cm 정도로 매우 낮은 위치에 있으며, 일반적으로 바람이 약한 환경에 위치한다. 구형 포자낭이 마르면서, 포자낭의 뚜껑(오페르쿨룸)이 튕겨 나가고 그 뒤를 따라 포자 구름이 방출된다. 이 현상은 오랫동안 포자낭 내부의 압축 공기를 활용한 "장난감 총 방식"으로 설명되어 왔으며, 이때 포자는 초속 약 3.6미터의 속도로 튀어나간다고 알려져 있다. 그러나 최근에는 이와는 다른 메커니즘도 제안되고 있다. 고속 카메라로 촬영한 결과에 따르면, 포자 방출 시 소용돌이 고리가 형성되며, 이 구조 덕분에 포자는 단순한 투사 운동만으로 예상되는 거리보다 더 멀리, 약 10~20cm 높이까지 도달할 수 있다. 이때 포자는 약 36,000g에 해당하는 가속도를 받는 것으로 관측되었다. 이러한 포자는 교란된 서식지나 섬과 같은 새로운 환경에 물이끼속이 정착하는 데 매우 중요한 역할을 한다.
화전(火田)이나 방목과 같은 인간 활동은 물이끼속의 성장과 확산을 촉진하는 것으로 여겨진다. 페로 제도, 갈라파고스 제도, 아조레스 제도와 같은 해양 섬들에서는 인간이 거주한 이후 물이끼속 개체군이 크게 증가한 사례가 보고되어 있다.

## 분류학
자세한 내용은 물이끼속 종 목록을 참고하십시오.
이탄이끼는 독특한 가지 다발 구조를 통해 다른 이끼류와 구별할 수 있다. 식물체와 줄기의 색, 가지 및 줄기잎의 형태, 초록색 세포의 형태 등이 종을 구분하는 주요 형질로 사용된다. 물이끼속의 분류학은 20세기 초부터 논쟁의 여지가 많았으며, 대부분의 종은 현미경을 이용한 해부 관찰이 필요하다. 야외에서는 대부분의 물이끼속 종을 네 개의 주요 분류군 가운데 하나로 식별할 수 있으며, 이에 대한 분류 체계와 설명은 Andrus(2007)의 『플로라 오브 노스 아메리카(Flora of North America)』를 따른다.

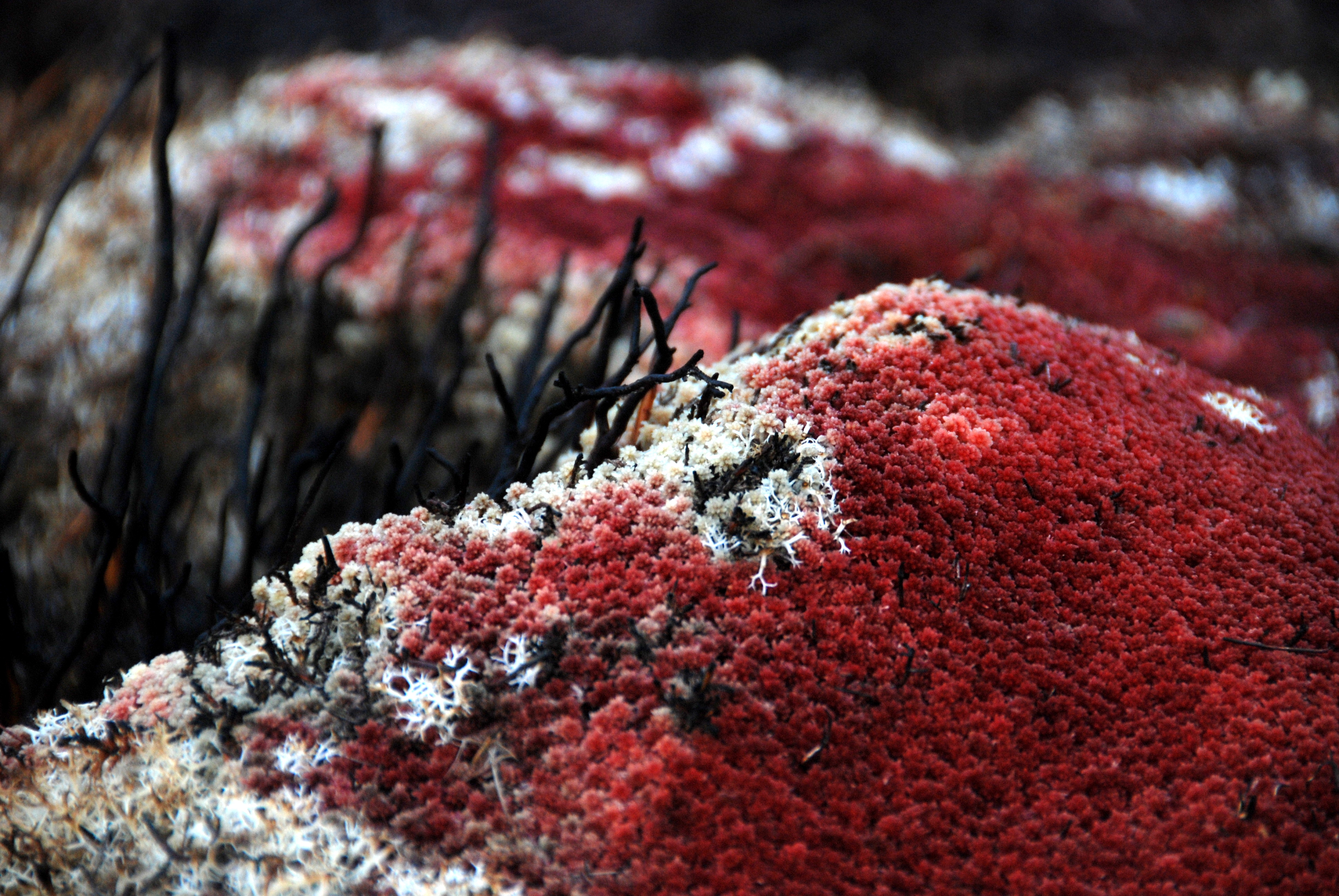
붉은 물이끼를 근접 촬영한 사진

- 물이끼속 아쿠티폴리아 절에 속한 식물은 일반적으로 수면 위로 솟아 있는 둔덕을 형성하며, 보통 주황색이나 붉은색을 띤다. 대표적인 종으로는 갈색 물이끼(영어판)와 바른스토르프 물이끼(영어판)가 있다.
- 물이끼속 주목 절에 속한 식물은 함몰지나 평지, 수중에서 자라며, 보통 초록색이다. 예시로는 뾰족물이끼(영어판)와 굽은물이끼가 있다.
- 물이끼속의 물이끼속절에 속한 식물은 네 분류군 중 배우체 크기가 가장 크며, 큰 둔덕을 형성한다. 잎은 끝이 두건처럼 말린 형태의 첨단을 가지며, 보통 초록색이지만 마젤란 물이끼(영어판)는 예외다. 예시로는 오스틴 물이끼(영어판)가 있다.
- 물이끼속 한쪽 배열절에 속한 식물은 초록색에서 노란색, 주황색까지 다양한 색을 띠지만, 붉은색은 나타나지 않는다. 함몰지, 평지 또는 수중에서 자라며, 항상 암수딴그루(자웅이주)의 배우체를 가진다. 예시로는 레스퀴르 물이끼와 필레지 물이끼가 있다.

이 네 절과 함께 소규모 분류군인 강직절과 퍼짐절까지 포함한 총 여섯 절은 분자 계통학을 통해 상호 단계통군을 가지는 것으로 밝혀졌다. 일반적으로 물이끼속으로 분류되는 종들 대부분은 하나의 계통군에 속하지만, 두 종은 최근에 물이끼목 내에서 새로운 과로 분리되었으며, 이는 태즈메이니아주의 고유종인 암부카나니아 속의 조상적 관계 및 물이끼속 다른 종들과의 긴 계통적 거리를 반영한다. 주요 물이끼속 계통군 내에서는 계통적 거리가 비교적 짧으며, 분자 연대 추정 결과에 따르면 현재 존재하는 물이끼속 종들은 약 1,400만 년 전 이루어진 단일 방사적 진화 사건에서 유래한 것으로 보인다.

## 분포

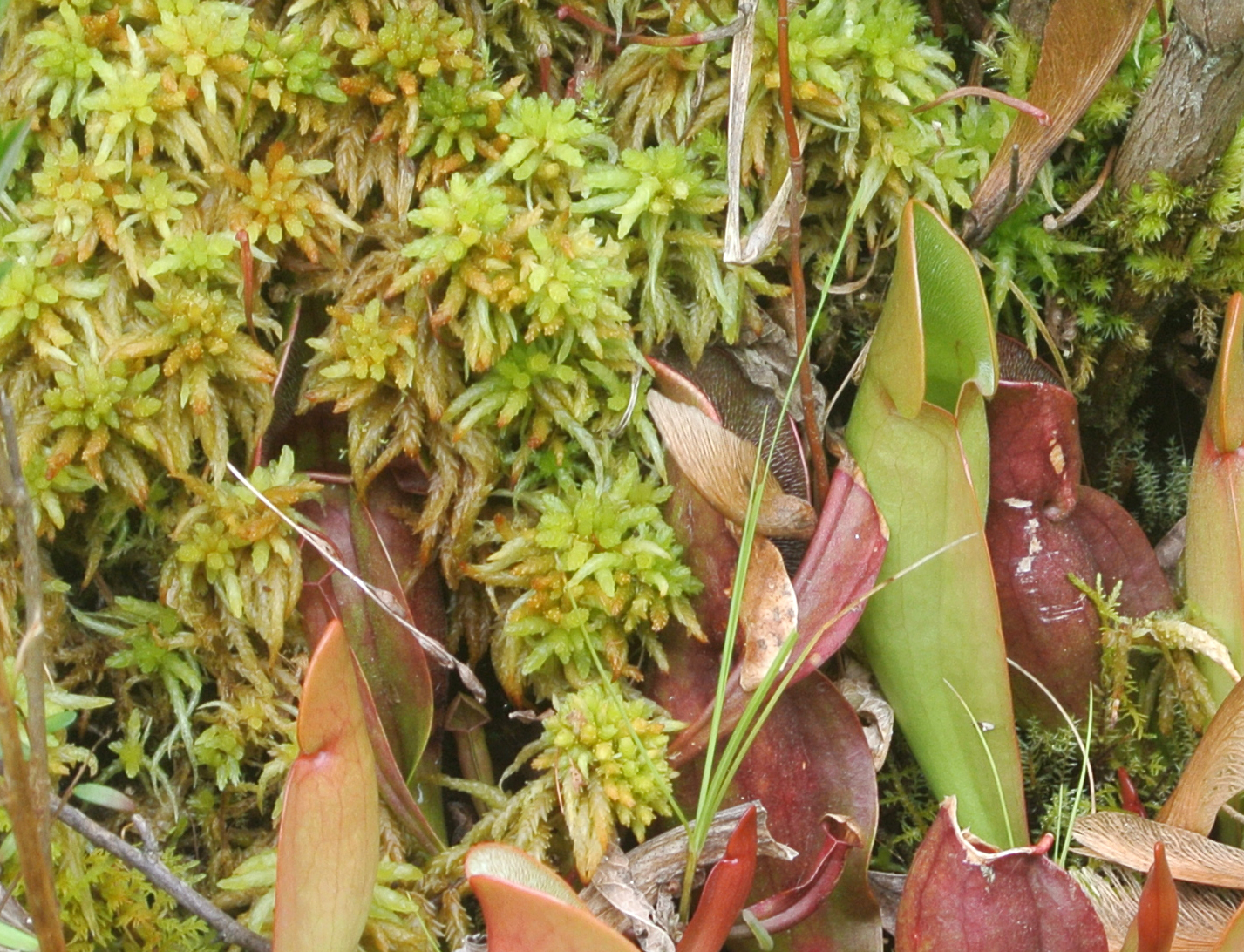
오하이오주 브라운스 호수 이탄지에 자라는 물이끼와 북방 벌레잡이통풀

물이끼속 이끼는 주로 북반구의 이탄 습지, 침엽수림, 습한 툰드라 지역에 분포한다. 북반구에서 가장 북쪽에 분포하는 개체군은 북극 노르웨이의 스발바르 제도(북위 81도)에서 발견된다.
남반구에서는 칠레 남부와 아르헨티나 남부의 마젤란 고습지가 가장 넓은 이탄 지대를 형성하고 있으며, 그 면적은 약 4만 4천 제곱킬로미터에 달한다. 또한 뉴질랜드와 태즈메이니아주에도 이탄 지대가 존재한다. 다만, 남반구의 이탄 경관은 물이끼속 외의 다양한 이끼류가 포함되어 있는 경우가 많다. 브라질의 아열대 산악 지역에서는 물이 떨어지는 암석 표면에서도 물이끼속 종이 관찰된 바 있다.

## 보존
세계에서 가장 큰 습지 중 일부는 물이끼속이 우점하는 이탄지로, 대표적인 예로 서시베리아 저지대, 허드슨만 저지대, 매켄지 강 유역 등이 있다. 이 지역들은 흔한 종부터 희귀한 종까지 다양한 생물들의 서식지를 제공하며, 대량의 탄소를 저장하고 있어 지구 온난화 완화에도 중요한 역할을 한다.

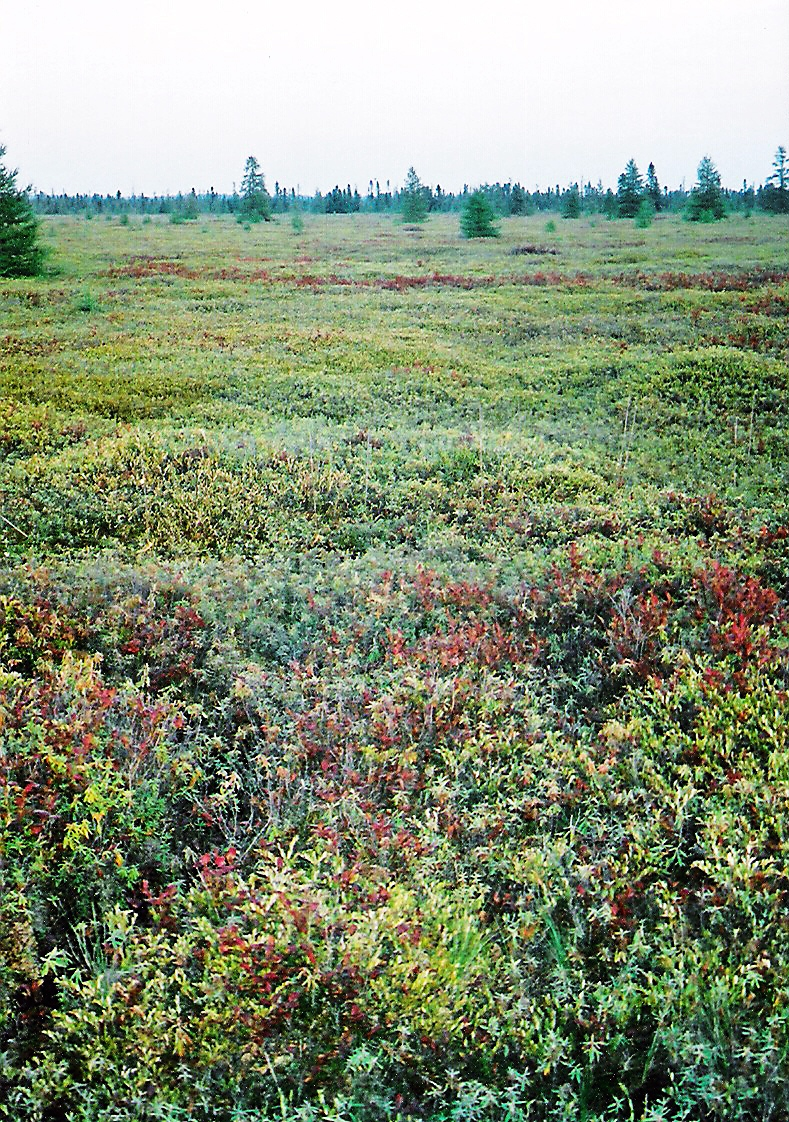
캐나다 온타리오주 오타와 인근에 위치한 대규모 보호 습지인 머 블뢰 보전구역의 물이끼 이탄지

2013년에 발표된 한 기사에 따르면, 당시 미국에서 사용되는 이탄이끼의 최대 80%가 캐나다에서 수입된 것으로 나타났다. 당시 캐나다에서는 매년 수확되는 이탄지의 양이 해마다 자연적으로 축적되는 이탄량의 약 60분의 1 수준이었다. 캐나다 전체 이탄지 면적 약 110만 제곱킬로미터 중, 약 0.02%가 이탄이끼 채굴에 이용되고 있다. 이탄 채굴 이후 이탄지를 복원하려는 일부 노력도 이루어지고 있으며, 채굴된 이탄지를 원래의 상태로 되돌릴 수 있는지와 그에 걸리는 시간에 대한 논의도 있다. 북미습지보전협의회는 채굴된 이탄지를 채굴 후 5년에서 20년 사이에 "생태적으로 균형 잡힌 체계"로 복원할 수 있다고 추정하고 있다. 그러나 일부 습지 과학자들은 "복원된 이탄지는 자연 상태의 이탄지와는 큰 차이가 있으며, 나무 농장처럼 단일종 중심의 구조로 바뀌어 생물 다양성이 부족하다"고 지적한다.
재활용 신문지를 원료로 한 피트모스는 배지에서 사용되는 지속 가능한 이탄이끼 대체재로 주목받고 있다. 코이어(코코넛 섬유) 역시 배지에서 사용할 수 있는 지속 가능한 이탄이끼 대체재로 소개되고 있다. 또 다른 대체재로는 캘리포니아에서 지속 가능한 방식으로 수확한 레드우드 섬유를 활용한 제품이 있으며, 반개방형 세포 구조를 가진 폴리우레탄 소재도 플레이크 형태 또는 시트 형태로 제공되어, 녹화 벽이나 옥상 정원과 같은 구조물의 배지로 활용되고 있다.

### 칠레
같이 보기: 마젤란 고습지, 도시습지법
2010년대 들어 칠레에서는 물이끼속 이탄의 대규모 채취가 시작되었으며, 일본, 대한민국, 대만, 미국 등으로 수출되었다. 물이끼속은 과잉 수분을 흡수한 뒤 건조한 시기에 이를 방출하는 능력이 있어, 과잉채취는 칠레의 피오르드와 해협 지역에 있는 수자원에 위협이 될 수 있다는 우려가 있다. 칠레에서는 2018년 8월 2일부터 물이끼속 채취에 대한 법적 규제가 시행되었다. 2018년부터 2024년까지는 쇠스랑과 같은 도구를 사용한 수작업 방식만 허용되었으며, 지정된 채취 구역에서는 전체 면적의 최소 30퍼센트 이상을 채취하지 않고 남겨두어야 했다. 채취한 물이끼 섬유는 길이가 15센티미터를 넘지 않아야 했고, 채취 후 남겨진 물이끼는 지하수면 위로 5센티미터 이상 남아 있어야 했다. 지역에 따라 같은 구역에서 다시 채취할 수 있는 시점이 다르다. 로스리오스와 로스라고스 지역에서는 같은 구역에서 12년 후에 재채취가 가능하지만, 더 남쪽에 위치한 아이센과 마가야네스 지역에서는 같은 장소에서 다시 채취하려면 85년이 지나야 한다.
2024년에 제정된 법에 따르면, 물이끼속 채취는 농업축산청의 승인을 받은 토지 관리 계획에 따라야만 허용된다. 일부 환경 단체들은, 2018년에 처음 제출된 법안이 물이끼속 채취를 전면 금지하려 했던 점을 고려하면 현재의 법이 아쉽다는 입장을 밝혔다. 마가야네스 지역의 루벤스강 인근에는 역사적으로 중요한 물이끼 이탄 채취지가 있다. 칠레의 물이끼속 이탄지가 이탄 채취로 교란된 이후, 해당 지역에서는 애기수영, 산사초, 부들레잔디, 알프스민들레 등 다양한 침입종이 관찰되기도 했다. 2024년 4월부터는 물이끼속을 포함한 이탄 채취가 칠레 전역에서 금지되었다.
한편, 물이끼속이 자라는 습지는 이탄 채취 외에도 위협을 받고 있다. 예를 들어, 산 페드로 풍력발전단지가 건설되었던 2010년대에는 시원하고 습한 지역인 피우첸 산맥에서 풍력발전단지가 조성되었다. 이처럼 풍력 터빈을 설치하는 과정에서는 식생이 제거되고 토양이 교란되어, 지역 수문 구조에 영향을 줄 수 있다.

### 유럽
유럽에서는 오랜 기간 동안 이탄지의 개발과 이용이 이루어져 왔다. 예를 들어, 네덜란드는 한때 광범위한 이탄지를 보유하고 있었으며, 이에는 펜과 이탄습지가 모두 포함되었다. 기원후 100년경부터 현재까지 대부분의 이탄지는 배수되어 농지로 전환되었다.:그림. 14.2 영국의 브로들랜드 지역에는 과거 이탄을 채취하던 자리에 형성된 작은 호수들이 존재한다. 영국 내 이탄습지의 90퍼센트 이상은 훼손되거나 사라졌으며, 일부는 정부가 이탄 채굴권을 매입함으로써 보호되고 있다. 그러나 더 장기적인 관점에서 보면, 영국과 아일랜드, 스코틀랜드, 웨일스 일부 지역에서는 삼림 벌채와 농지의 방치로 인해 이탄습지를 포함한 습지의 면적이 확대된 사례도 보고되고 있다.:그림. 11.8

### 뉴질랜드
뉴질랜드 역시 다른 지역과 마찬가지로 광범위한 이탄지를 잃었다. 최근 추정에 따르면, 뉴질랜드에서는 지난 150년 동안 전체 습지의 약 90퍼센트가 사라진 것으로 나타났다. 일부 지역에서는 물이끼속을 채취할 때 이끼가 충분히 남아 다시 자랄 수 있도록 주의를 기울이기도 한다. 채취 주기로 8년이 권장되지만, 생체량이 완전히 회복되기까지는 다시 씨앗을 뿌렸는지 여부, 빛의 세기, 수위 등 여러 요인에 따라 11년에서 32년 이상이 필요한 경우도 있다. 이러한 방식의 채취는 뉴질랜드 환경보존부의 승인을 받은 지속가능한 관리 프로그램을 기반으로 이루어진다. 이 프로그램은 이끼의 재생을 보장함과 동시에 야생 생물과 환경을 보호하는 것을 목표로 한다. 뉴질랜드의 늪지에서 이루어지는 대부분의 채취는 중장비 없이 쇠스랑만을 사용한 수작업 방식으로 진행된다. 채취된 이끼는 주로 헬리콥터를 이용해 늪지에서 인근 도로까지 운반된다.

## 이용

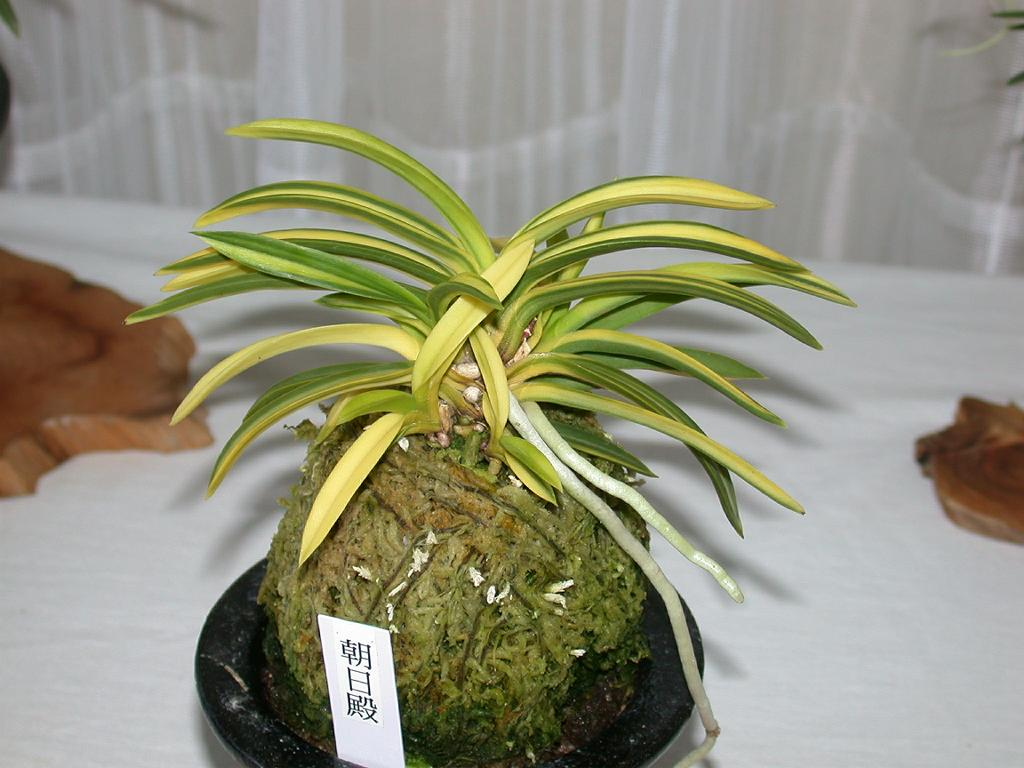
풍란을 착생시키는 데 사용된 줄기가 긴 물이끼

물이끼속이 부패하고 건조된 형태는 피트 또는 피트모스로 불린다. 이는 토양의 수분 및 양분 보유 능력을 높이는 토양 개량제로 사용되며, 모세관 현상과 양이온 교환 능력을 증가시켜 정원 가꾸기에 특히 유용하다. 이러한 특성은 모래가 많은 토양이나 일정한 수분 유지를 필요로 하는 식물을 재배할 때 효과적이다. 일부 지역에서는 살아 있는 물이끼속 식물인 표층의 이끼와, 아래에서 천천히 부패한 유기물인 피트모스를 구분하기도 한다. 북미에서는 이를 '스파그넘 피트모스'라고 부르고, 영국에서는 '스파그넘 피트'라는 용어를 사용한다. 건조된 물이끼속 이끼는 북극권의 북부 지역에서 단열재로도 활용된다.

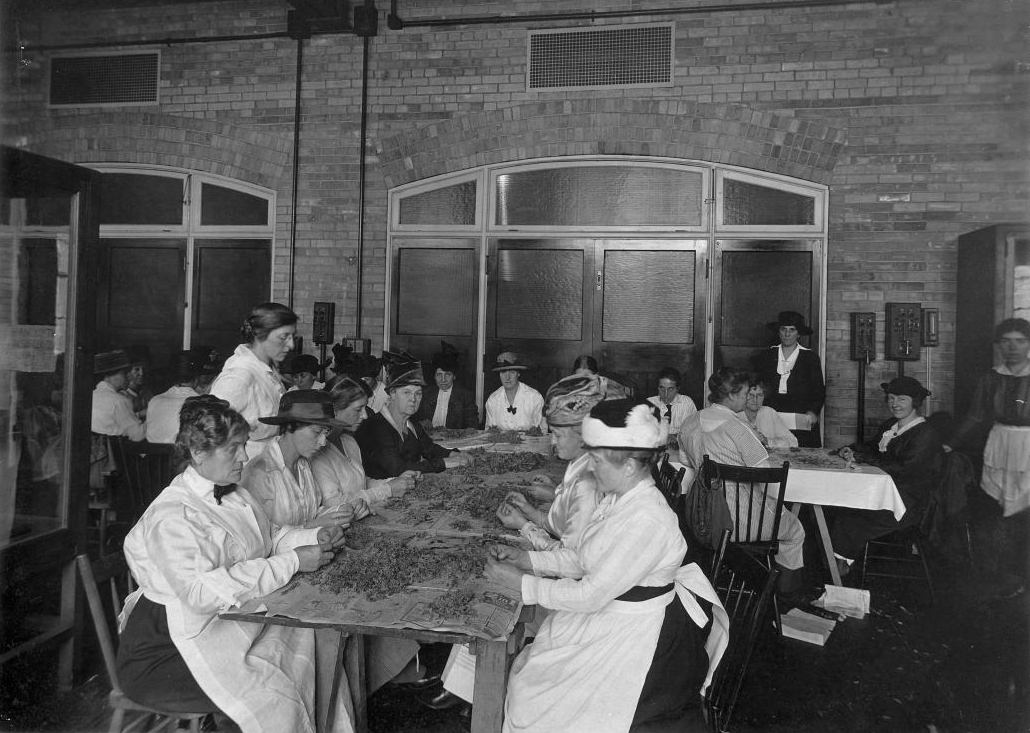
1914년경 토론토 대학교에서 제작 중인 물이끼 상처용 붕대

산소가 부족하고 산성도가 높은 물이끼속 이탄지는 분해 속도가 매우 느리기 때문에, 식물 조각이나 꽃가루가 잘 보존되어 과거 환경을 복원하는 데 활용될 수 있다. 이러한 습지에서는 수천 년 전에 사망한 사람의 유해도 보존되며, 대표적인 예로는 톨룬드 남성 , 하랄드스카르 여성, 클로니카반 남성, 린도 남성 등이 있다. 이탄지는 머리카락이나 의복 또한 보존할 수 있으며, 덴마크의 에그베드 소녀가 대표적인 사례다. 다만, 피트의 산성 환경으로 인해 뼈는 보존되지 않고 용해된다. 이와 같은 습지는 음식물 보존에도 사용된 바 있으며, 약 2000년 전의 버터나 라드가 담긴 용기가 발견된 사례도 있다.
물이끼속 이끼는 수세기 동안 상처 치료용 붕대로 사용되어 왔으며, 제1차 세계대전 당시에도 활용되었다. 1918년 식물학자 존 윌리엄 홋슨은 과학 학술지에 발표한 논문에서 물이끼속을 수술용 붕대로 사용하는 방법을 소개하였고, 이는 면 대신 의료용 드레싱으로 물이끼속이 널리 채택되는 계기가 되었다. 물이끼속을 원료로 한 준비물 가운데에는 스파그놀 비누가 있으며, 이는 여드름, 백선, 습진 등 다양한 피부 질환에 사용되었다. 이 비누는 양차 세계대전 동안 영국 적십자에 의해 얼굴 부상과 참호병 증후군 치료에 쓰였다.
또한 물이끼속 이끼는 파충류 테라리움에서 기질로 활용된다. 습도를 유지해주며, 동물이 굴을 파거나 둥지를 틀 수 있도록 부드러운 기반을 제공하기 때문이다.
피트모스는 정화된 분뇨수의 처리 수단이 부족한 지역에서 정화조 배출수를 처리하는 용도로 사용된다. 또한 수영장 소독에서 염소를 대신하는 친환경 대안으로도 활용된다. 물이끼는 미생물의 성장을 억제하여 수영장에서 염소 사용량을 줄이는 데 도움을 준다.
핀란드에서는 기근 시기에 피트모스를 사용해 빵을 만든 사례도 있다.
중국, 일본, 한국에서는 줄기가 긴 건조 물이끼속 이끼를 예로부터 풍란 재배용 분갈이 재료로 사용해왔다.
1. ↑  “Dierk Michaelis (2019): The Sphagnum Species of the World (Sphagnum bible: keys for all peat moss species by continents, and Sphagnum species lists for 20 phytogeographic regions of the world)”. Schweizerbart. 2019년 11월 21일.
2. ↑  “Sphagnum on theplantlist”. Theplantlist.org. 2016년 9월 17일에 확인함.
3. 1 2 3  Bold, H. C. 1967. Morphology of Plants. second ed. Harper and Row, New York. p. 225–229.
4. ↑  Gorham E. (1957). “The development of peatlands”. 《Quarterly Review of Biology》 32 (2): 145–66. doi:10.1086/401755. S2CID 129085635.
5. ↑  van Breemen, Nico (1995). “How Sphagnum bogs down other plants”. 《Trends in Ecology & Evolution》 10 (7): 270–275. Bibcode:1995TEcoE..10..270V. doi:10.1016/0169-5347(95)90007-1. ISSN 0169-5347. PMID 21237035.
6. 1 2  O'Neill, Alexander;  외. (2020년 2월 25일). “Establishing Ecological Baselines Around a Temperate Himalayan Peatland”. 《Wetlands Ecology & Management》 28 (2): 375–388. Bibcode:2020WetEM..28..375O. doi:10.1007/s11273-020-09710-7. S2CID 211081106.
7. 1 2 3 4  Keddy, P. A. (2010). Wetland Ecology: Principles and Conservation (2nd edition). Cambridge University Press, Cambridge, UK. 397 pp.
8. ↑  Vitt D. H., Slack N. G. (1984). “Niche diversification of Sphagnum relative to environmental factors in northern Minnesota peatlands”. 《Canadian Journal of Botany》 62 (7): 1409–30. Bibcode:1984CaJB...62.1409V. doi:10.1139/b84-192.
9. ↑  “Morphology of the Sphagnopsida”. 《ucmp.berkeley.edu》. 2023년 4월 6일에 확인함.
10. 1 2  Andrus, Richard. Sphagnum. Flora of North America. 2007
11. ↑  Rydin, Hakan and Jeglum, John K. 2006. Biology of Peatlands. Oxford University Press, Oxford.
12. ↑  Schofield, W. B. 1985. Introduction to Bryology. Macmillan Publ. Co., N.Y. & London
13. ↑  Redhead, S.A. (1981). “Parasitism of bryophytes by agarics”. 《Can. J. Bot.》 59 (1): 63–67. Bibcode:1981CaJB...59...63R. doi:10.1139/b81-011.
14. ↑  Sebastian Sundberg (2010). “Size matters for violent discharge height and settling speed of Sphagnum spores: important attributes for dispersal potential”. 《Annals of Botany》 105 (2): 291–300. doi:10.1093/aob/mcp288. PMC 2814761. PMID 20123930.
15. ↑  Jeff Duckett; Pressel, Silvia; P’ng, Ken M. Y.; Renzaglia, Karen S. (2009). “Exploding a myth: the capsule dehiscence mechanism and the function of pseudostomata in Sphagnum”. 《New Phytologist》 183 (4): 1053–63. Bibcode:2009NewPh.183.1053D. doi:10.1111/j.1469-8137.2009.02905.x. PMID 19552695.
16. ↑  Johan L. van Leeuwen (2010년 7월 23일). “Launched at 36,000g”. 《Science》 329 (5990): 395–6. doi:10.1126/science.1193047. PMID 20651138. S2CID 206527957.
17. ↑  Dwight L. Whitaker and Joan Edwards (2010년 7월 23일). “Sphagnum Moss Disperses Spores with Vortex Rings”. 《Science》 329 (5990): 406. Bibcode:2010Sci...329..406W. doi:10.1126/science.1190179. PMID 20651145. S2CID 206526774.
18. ↑  Sundberg, S (2005). “Larger capsules enhance short-range spore dispersal in Sphagnum, but what happens further away?”. 《Oikos》 108 (1): 115–124. Bibcode:2005Oikos.108..115S. doi:10.1111/j.0030-1299.2005.12916.x.
19. ↑  Connor, Simon E.; van Leeuwen, Jacqueline F.N.; Rittenour, Tammy M.; van der Knaap, Willem O.; Ammann, Brigitta; Björck, Svante (June 2012). “The ecological impact of oceanic island colonization - a palaeoecological perspective from the Azores: Palaeoecology of human colonization of the Azores”. 《Journal of Biogeography》 39 (6): 1007–1023. doi:10.1111/j.1365-2699.2011.02671.x. hdl:11343/55221. S2CID 86191735. 2022년 1월 13일에 확인함.
20. ↑  Lawson, Ian T.; Church, Mike J.; Edwards, Kevin J.; Cook, Gordon T.; Dugmore, Andrew J. (March 2007). “Peat initiation in the Faroe Islands: climate change, pedogenesis or human impact?”. 《Earth and Environmental Science Transactions of the Royal Society of Edinburgh》 98 (1): 15–28. Bibcode:2007EESTR..98...15L. doi:10.1017/S1755691007000035. hdl:10023/5982. S2CID 51730103. 2022년 1월 13일에 확인함.
21. ↑  Shaw, A.J.; Cox, C.; Boles, S.B. (2003). “Polarity of peatmoss (Sphagnum) evolution: who says bryophytes have no roots?”. 《American Journal of Botany》 90 (12): 1777–1787. Bibcode:2003AmJB...90.1777S. doi:10.3732/ajb.90.12.1777. PMID 21653354.
22. ↑  Shaw A.J.;  외. (2010). “Newly resolved relationships in an early land plant lineage: Bryophyta class Sphagnopsida (peat mosses)”. 《American Journal of Botany》 97 (9): 1511–1531. doi:10.3732/ajb.1000055. hdl:10161/4194. PMID 21616905.
23. ↑  Shaw A.J.;  외. (2010). “Peatmoss (Sphagnum) diversification associated with Miocene Northern Hemisphere climatic cooling?”. 《Molecular Phylogenetics and Evolution》 55 (3): 1139–1145. Bibcode:2010MolPE..55.1139S. doi:10.1016/j.ympev.2010.01.020. PMID 20102745.
24. ↑  Nakatsubo, Takayuki; Uchida, Masaki; Sasaki, Akiko; Kondo, Miyuki; Yoshitake, Shinpei; Kanda, Hiroshi (2015년 6월 1일). “Carbon accumulation rate of peatland in the High Arctic, Svalbard: Implications for carbon sequestration”. 《Polar Science》 (영어) 9 (2): 267–275. Bibcode:2015PolSc...9..267N. doi:10.1016/j.polar.2014.12.002. ISSN 1873-9652.
25. ↑  Arroyo, M.T.K., P. Mihoc, P. Pliscoff and M. Arroyo-Kalin. (2005). The Magellanic moorland. P. 424–445 in L.H. Fraser and P.A. Keddy (eds.). The World's Largest Wetlands: Ecology and Conservation. Cambridge University Press, Cambridge, UK.
26. ↑  Crum H (1991). “Two new species of Sphagnum from Brazil”. 《The Bryologist》 94 (3): 301–303. doi:10.2307/3243970. JSTOR 3243970.
27. ↑  Fraser, L. H. and P. A. Keddy (eds.). 2005. The World's Largest Wetlands: Ecology and Conservation. Cambridge University Press, Cambridge, UK. p. 488
28. ↑  Trail, Jesse Vernon. The truth about peat moss. The Ecologist. 25 January 2013.
29. ↑  Priesnitz, Wendy. "Ask Natural Life: Does Peat Moss Have a Place In the Ecological Garden" 보관됨 5 7월 2014 - 웨이백 머신. Natural Life Magazine. 1 July 2012.
30. ↑  Cellulose Based Soil Medium as a Peat Moss Substitute EPA/SBIR Sponsored (Contract No. 68D60035)(C) 1997 Wabash Vallet Products, Inc. Crown Point, Indiana.
31. ↑  Richards, Davi. Coir is sustainable alternative to peat moss in the garden. Oregon State University Extension Service.
32. ↑  Raviv, Michael. 《Soilless Culture: Theory and Practice: Theory and Practice》. Elsevier.
33. ↑  Molinet, Carlos; Solari, María Eugenia; Díaz, Manuel; Marticorena, Francisca; Díaz, Patricio A.; Navarro, Magdalena; Niklitschek, Edwin (2018). “Fragmentos de la historia ambiental del sistema de fiordos y canales nor-patagónicos, Sur de Chile: Dos siglos de explotación”. 《Magallania》 (스페인어) 46 (2): 107–128. doi:10.4067/S0718-22442018000200107.
34. ↑  “Ministerio de Agricultura dicta decreto que regula extracción de musgo de turberas”. 《Chile Sustentable》 (스페인어). 2018년 2월 18일. 2019년 7월 14일에 확인함.
35. 1 2 3  “Dispone Medidas Para La Protección Del Musgo Sphagnum magellanicum”. 《leychile.cl》 (스페인어). Biblioteca del Congreso Nacional. 2017년 8월 2일. 2019년 7월 17일에 확인함.
36. 1 2  “Ley 21660 Sobre protección ambiental de las turberas”. 《bcn.cl》 (스페인어). Biblioteca del Congreso Nacional. 2024년 4월 10일. 2024년 9월 11일에 확인함.
37. 1 2  Maldonado Caballero, Claudia (2024년 3월 6일). “Congreso despachó proyecto de protección de turberas que prohíbe extracción de la turba y permite la explotación del pompón” (스페인어).
38. 1 2  Domínguez, Erwin; Bahamonde, Nelson; Muñoz-Escobar, Christian (2012). “Efectos de la extracción de turba sobre la composición y estructura de una turbera de Sphagnum explotada y abandonada hace 20 años, Chile” [Effects of peat extraction on the structure and composition of Sphagnum peatland exploited and abandones for 20 years, Chile]. 《Anales del Instituto de la Patagonia》 (스페인어) 40 (2): 37–45. doi:10.4067/S0718-686X2012000200003.
39. 1 2  Durán, Vanessa; Moncada, Eduardo; Natho, Federico (2018). 〈Megaparques eólicos, destrucción de turberas y conflictividad sociopolítica〉. 《Archipiélago de Chiloé: nuevas lecturas de un territorio en movimiento》 (스페인어). CESCH. 7–17쪽. ISBN 978-956-09219-0-1.
40. ↑  Moss B (1984). “Medieval man-made lakes: progeny and casualties of English social history, patients of twentieth century ecology”. 《Transactions of the Royal Society of South Africa》 45 (2): 115–28. Bibcode:1984TRSSA..45..115M. doi:10.1080/00359198409519477.
41. ↑  Insight into threatened peat bogs. BBC News.
42. ↑  The RSPB: Policy
43. ↑  Jeffery, Simon. Bogs to be preserved for peat's sake. The Guardian. 27 February 2002.
44. ↑  Peters, M. and Clarkson, B. 2010. Wetland Restoration: A Handbook for New Zealand Freshwater Systems. Manaaki Whenua Press, Lincoln, N.Z. ISBN 978-0-478-34707-4 (online)
45. ↑  Sphagnum research programme: the ecological effects of commercial harvesting Department of Conservation R. P. Buxton, P. N. Johnson and P. R. Espie. Wellington, N.Z. Department of Conservation, 1996 ISBN 0478017871 http://www.doc.govt.nz/documents/science-and-technical/sfc025.pdf (Retrieved 10 January 2013)
46. ↑  Hood, Gerry (January 1995). "Don't Confuse Sphagnum Moss with Peat Moss". African Violet Magazine, p. 34
47. ↑  Madrigal, Alexis. Bogosphere: The Strangest Things Pulled Out of Peat Bogs. Wired Magazine. 21 August 2009
48. ↑  Bog Butter Test. New Scientist. 20 March 2004.
49. ↑  “Facts about Peat Moss (Sphagnum) – Encyclopedia of Life”. Eol.org. 2013년 9월 11일에 확인함.
50. ↑  Hotson, J. W. (1918년 8월 30일). “Sphagnum as a Surgical Dressing”. 《Science》 48 (1235): 203–208. Bibcode:1918Sci....48..203H. doi:10.1126/science.48.1235.203. ISSN 0036-8075. PMID 17779474.
51. ↑  Thieret, John W. (January 1956). “Bryophytes as economic plants”. 《Economic Botany》 (영어) 10 (1): 75–91. Bibcode:1956EcBot..10...75T. doi:10.1007/BF02985319. ISSN 0013-0001.
52. ↑  “'Sphagnol soap' cake, London, England, 1945-1960”. 《Wellcome Collection》 (영어). 2021년 9월 13일에 원본 문서에서 보존된 문서. 2021년 9월 13일에 확인함.
53. ↑  Moss Proving An Alternative To Chlorine In Pools. 보관됨 21 8월 2008 - 웨이백 머신 WCCO. 15 August 2008.
54. ↑  Hill, Catey. Time to fire the pool boy? Moss helps pools stay clean. Daily News. 29 October 2009.
55. ↑  Engman, Max; D. G. Kirby (1989). Finland: people, nation, state. C. Hurst & Co. p. 45. ISBN 0-253-32067-4.
56. ↑  Art of tradition and evolution: Fukiran, 2014. ISBN 978-4886163103.